# 坎比塔加拉維托斯
坎比塔加拉維托斯（西班牙語：Cambita Garabitos），是多明尼加共和國的城鎮，位於該國南部，由聖克里斯多堡省負責管轄，面積202.52平方公里，2012年人口42,589，人口密度每平方公里210人。